# Urzeki
Urzeki (inaczej uroki, urzeczenie, czary) – to formuły słowne, gesty i różne praktyki, wynikające z myślenia i działania magicznego (magia), a przede wszystkim w magiczną moc słowa (zaklęcia), spojrzenia (uroczne oczy), mogące rzekomo wywierać wpływ na ludzi, zwierzęta, świat zewnętrzny.
Urzeki są przejawem tradycyjnej kultury wiejskiej, znajdującymi się na pograniczu demonologii i medycyny ludowej. Najczęściej rzucane były przez czarownice, które zaliczane są do tzw. półdemonów. Wierzono, że uroki powodują wszelkie nieszczęścia, niepowodzenia w życiu miłosnym, osobistym czy akcjach gospodarczych.
„Rzucać urok”, „zauroczyć”, „zadać urok” to określenia, pochodzące z tradycji ludowej i obecnie stosowane współcześnie w języku potocznym, które oznaczają niezwykłe, wywołane przez uroki stany fizyczne, psychiczne i emocjonalne. W tradycyjnej medycynie urzeki były uznawane za główną przyczynę wielu chorób u ludzi i zwierząt, szczególnie niedorozwoju dzieci, przedwczesnych śmierci oraz chorób psychicznych i nerwowych.

## Odczynianie uroku
„Odczynianie uroku” było podzielone na dwa etapy. 
Pierwszym było rozpoznanie – szukano potwierdzenia, posiadanych już przypuszczeń, że nieszczęśnik został zauroczony. Używano do tego rozżarzonych węgielków drzewnych (3 lub 9), wody źródlanej pobieranej zgodnie z prądem lub też zwykłej z wiaderka. Rozżarzone węgielki rzucano na wodę. Jeżeli spadły na dno i bardzo syczały, oznaczało to urok, a jeżeli pozostawały na wierzchu, to trzeba było wołać lekarza. 
Drugi etap, to „właściwe odczynianie”. Przechodzono do niego, gdy była pewność, że urok został zadany. Tutaj stosowano przeróżne formułki modlitewne, odliczanie „na wspak”, różne praktyki magiczne m.in. wrzucanie rozżarzonych węgli do wody, roztapianie wosku czy okadzanie dymem z poświęconych ziół.

## Ochrona przed urzekami
Stosowane sposoby chroniące przed urzekami, a które praktykowane są (czasem nawet nieświadomie) jeszcze współcześnie:
- czerwona wstążeczka dana niemowlęciu lub czerwone chwosty zawieszane przy udzie konia – czerwony jest kolorem magicznym, przyciąga tzw. pierwsze spojrzenie, „uroczne oczy” i zapobiega dzięki temu rzuceniu uroku;
- wypowiadanie odpowiednich słów przy spotkaniu nowonarodzonego dziecka np. „przez urok” czy „bez uroku”;
- przed spojrzeniem na nowonarodzone dziecko, trzeba najpierw spojrzeć na swoje paznokcie – działa to na podobnej zasadzie jak czerwona wstążka, pierwsze spojrzenie zostanie rzucone na paznokcie, a nie na niemowlę, a drugie spojrzenie nie posiada już złych mocy[5].